# Princesa (película)
Princesa  (título original: Hang Gong-ju; en Hangul:한공주) es una película de 2013 escrita y dirigida por el surcoreano Lee Su-jin, y con Chun Woo-hee como protagonista. La película fue premiada en el Festival Internacional de Cine de Busan en su decimoctava edición.  Durante su viaje por el circuito internacional de festivales, ganó diversos premios entre ellos la Estrella de Oro del Festival Internacional de Cine de Marrakech.

## Sinopsis
Han Gong-ju es una estudiante obligada a abandonar su escuela tras un misterioso incidente. Como consecuencia es llevada a otra ciudad, donde se queda a vivir con la madre de uno de sus exprofesores. Con gran dificultad se irá acostumbrando a su nueva vida y haciendo nuevos amigos, entre ellos Eun-hee. Pero el pasado que Han Gong-ju ha dejado atrás pronto volverá para atormentarla.

## Tema
La película está inspirada sobre todo en un suceso que conmocionó a la opinión pública surcoreana en 2004, que se conoce como la violación en grupo de Miryang.

## Reparto
- Chun Woo-hee como Han Gong-ju.
- Jung In-sun como Eun-hee.
- Kim So-young como Hwa-ok.
- Lee Young-lan como Ms. Cho.
- Kwon Beom-taek como el jefe de la comisaría de policía.
- Jo Dae-hee como Lee Nan-do.
- Choi Yong-jun como Dong-yoon.
- Kim Hyun-joon como Min-ho.
- Yoo Seung-mok como el padre de Gong-ju.
- Sung Yeo-jin como la madre de Gong-ju.
- Kim Jung-suk como el nuevo marido de la madre de Gong-ju.
- Son Seul-gi como Min-suh.
- Lee Chung-hee como Chung-hee.
- Kim Ye-won como Ye-won.
- Lee Ja-yeon como Ja-yeon.
- Baek Ji-won como jefa de enfermeras.
- Ha Jeong-hee como un profesor del instituto.
- Im Dong-seok como el padre de Dong-yoon.
- Min Kyung-jin como la directora del instituto.
- Dong Hyun-bae como el instructor de natación.
- Oh Hee-joon como un miembro de la pandilla de Min-ho.

## Premios y nominaciones
| Año  | Premio                                         | Categoría                                           | Candidato      | Resultado | Ref.          |
| ---- | ---------------------------------------------- | --------------------------------------------------- | -------------- | --------- | ------------- |
| 2013 | 18th Busan International Film Festival         | CGV Movie Collage Award                             | Han Gong-ju    | Ganadora  |               |
| 2013 | 18th Busan International Film Festival         | Citizen Reviewers' Award                            | Han Gong-ju    | Ganadora  |               |
| 2013 | 13th Marrakech International Film Festival     | Estrella Dorada                                     | Han Gong-ju    | Ganadora  |               |
| 2014 | 43rd International Film Festival Rotterdam     | Premio Tiger                                        | Han Gong-ju    | Ganadora  | [ 4 ]         |
| 2014 | 16th Deauville Asian Film Festival             | Premio del jurado                                   | Han Gong-ju    | Ganadora  |               |
| 2014 | 16th Deauville Asian Film Festival             | Premio de la crítica                                | Han Gong-ju    | Ganadora  |               |
| 2014 | 16th Deauville Asian Film Festival             | Premio del público                                  | Han Gong-ju    | Ganadora  |               |
| 2014 | 18th Fantasia International Film Festival      | Premio del público, Mejor Película Asiática - Plata | Han Gong-ju    | Ganadora  |               |
| 2014 | 14th Director's Cut Awards                     | Mejor actriz revelación                             | Chun Woo-hee   | Ganadora  |               |
| 2014 | 14th Director's Cut Awards                     | Mejor director de cine independiente                | Lee Su-jin     | Ganador   |               |
| 2014 | 23rd Buil Film Awards                          | Mejor película                                      | Han Gong-ju    | Nominada  | [ 5 ]         |
| 2014 | 23rd Buil Film Awards                          | Mejor actriz                                        | Chun Woo-hee   | Nominada  | [ 5 ]         |
| 2014 | 23rd Buil Film Awards                          | Mejor director novel                                | Lee Su-jin     | Nominado  | [ 5 ]         |
| 2014 | 23rd Buil Film Awards                          | Mejor actriz revelación                             | Chun Woo-hee   | Nominada  | [ 5 ]         |
| 2014 | 23rd Buil Film Awards                          | Mejor guion                                         | Lee Su-jin     | Nominado  | [ 5 ]         |
| 2014 | 34th Korean Association of Film Critics Awards | Mejor actriz                                        | Chun Woo-hee   | Ganadora  | [ 6 ]         |
| 2014 | 34th Korean Association of Film Critics Awards | Best Screenplay                                     | Lee Su-jin     | Ganador   | [ 6 ]         |
| 2014 | 34th Korean Association of Film Critics Awards | Critics' Top 10                                     | Han Gong-ju    | Ganadora  | [ 6 ]         |
| 2014 | 51st Grand Bell Awards                         | Mejor actriz                                        | Chun Woo-hee   | Nominada  | [ 7 ]         |
| 2014 | 51st Grand Bell Awards                         | Mejor director novel                                | Lee Su-jin     | Nominado  | [ 7 ]         |
| 2014 | 51st Grand Bell Awards                         | Mejor guion                                         | Lee Su-jin     | Nominado  | [ 7 ]         |
| 2014 | 15th Women in Film Korea Awards                | Mejor actriz                                        | Chun Woo-hee   | Ganadora  |               |
| 2014 | 35th Blue Dragon Film Awards                   | Mejor actriz                                        | Chun Woo-hee   | Ganadora  | [ 8 ]         |
| 2014 | 35th Blue Dragon Film Awards                   | Mejor director novel                                | Lee Su-jin     | Ganador   | [ 8 ]         |
| 2014 | 35th Blue Dragon Film Awards                   | Mejor guion                                         | Lee Su-jin     | Nominado  | [ 8 ]         |
| 2014 | 35th Blue Dragon Film Awards                   | Mejor montaje                                       | Choi Hyun-sook | Nominado  | [ 8 ]         |
| 2015 | 6th KOFRA Film Awards                          | Mejor película                                      | Han Gong-ju    | Ganadora  | [ 9 ] [ 10 ]  |
| 2015 | 6th KOFRA Film Awards                          | Mejor actriz                                        | Chun Woo-hee   | Ganadora  | [ 9 ] [ 10 ]  |
| 2015 | 6th KOFRA Film Awards                          | Premio Discovery                                    | Chun Woo-hee   | Ganadora  | [ 9 ] [ 10 ]  |
| 2015 | 10th Max Movie Awards                          | Mejor actriz                                        | Chun Woo-hee   | Ganadora  |               |
| 2015 | 10th Max Movie Awards                          | Mejor película independiente                        | Han Gong-ju    | Ganadora  |               |
| 2015 | 20th Chunsa Film Art Awards                    | Mejor actriz                                        | Chun Woo-hee   | Nominada  | [ 11 ]        |
| 2015 | 20th Chunsa Film Art Awards                    | Mejor director novel                                | Lee Su-jin     | Nominado  | [ 11 ]        |
| 2015 | 2nd Wildflower Film Awards                     | Grand Prize                                         | Han Gong-ju    | Ganadora  | [ 12 ] [ 13 ] |
| 2015 | 2nd Wildflower Film Awards                     | Mejor director (película)                           | Lee Su-jin     | Nominado  | [ 12 ] [ 13 ] |
| 2015 | 2nd Wildflower Film Awards                     | Mejor actriz                                        | Chun Woo-hee   | Ganadora  | [ 12 ] [ 13 ] |
| 2015 | 2nd Wildflower Film Awards                     | Mejor guion                                         | Lee Su-jin     | Nominado  | [ 12 ] [ 13 ] |
| 2015 | 2nd Wildflower Film Awards                     | Mejor fotografía                                    | Hong Jae-sik   | Nominado  | [ 12 ] [ 13 ] |
| 2015 | 2nd Wildflower Film Awards                     | Mejor director novel                                | Lee Su-jin     | Nominado  | [ 12 ] [ 13 ] |
| 2015 | 51st Baeksang Arts Awards                      | Mejor película                                      | Han Gong-ju    | Nominada  | [ 14 ]        |
| 2015 | 51st Baeksang Arts Awards                      | Mejor director novel                                | Lee Su-jin     | Nominado  | [ 14 ]        |
| 2015 | 51st Baeksang Arts Awards                      | Mejor actriz revelación                             | Chun Woo-hee   | Ganadora  | [ 14 ]        |
| 2015 | 51st Baeksang Arts Awards                      | Mejor guion                                         | Lee Su-jin     | Nominado  | [ 14 ]        |